# Рэчула
Рэчула (рум. Răciula, Речула) — село в Каларашском районе Молдавии. Является административным центром коммуны Рэчула, включающей также село Парканы.

## География
Село расположено на высоте 148 метров над уровнем моря.

## Население
По данным переписи населения 2004 года, в селе Рэчула проживает 2054 человека (993 мужчины, 1061 женщина).
Этнический состав села:
| Национальность | Число жителей | Процентный состав |
| -------------- | ------------- | ----------------- |
| молдаване      | 2021          | 98.39             |
| русские        | 16            | 0.78              |
| румыны         | 11            | 0.54              |
| украинцы       | 4             | 0.19              |
| гагаузы        | 2             | 0.1               |
| Всего          | 2054          | 100%              |